# Саратовский жировой комбинат
Саратовский жировой комбинат — крупное саратовское предприятие масложирового профиля, принадлежавшее компании «Солнечные продукты», занимает 10-е место в списке крупнейших компаний Саратовской области.

## История
Решение о строительстве в Саратове жирового комбината было принято в 1946 году. Строительство первой очереди предприятия завершилось в конце 1953 года, а в 1954 году предприятие вышло на проектную мощность. Первой продукцией комбината был маргарин.
В 1956 году на комбинате был налажен выпуск стеарина, а в 1960 году началось производство майонеза.
Экономические преобразования начала 90-х годов XX века поставили предприятие на грань банкротства. В 1998 году комбинат был поглощен саратовской финансово-промышленной группой «Букет», и его положение начало исправляться. На тот момент загрузка мощностей предприятия составляла всего 7 %.
В течение следующих нескольких лет предприятие активно работает над сбытом продукции: открывается собственный торговый дом, представительства в Москве, Санкт-Петербурге и Волгограде.
В 2004 году предприятия масложирового направления группы «Букет», в том числе Саратовский жировой комбинат, выделяются в отдельную структуру — компанию «Солнечные продукты».
В последующие годы на предприятии начинает осуществляться программа комплексной модернизации производства. Первым результатом этой программы явилось открытие нового цеха рафинации и отбелки в 2006 году.
В 2007 году запущена первая и единственная в России установка по энзимной переэтерификации жиров.
В 2013 году был запущен новый цех отбелки и дезодорации жиров, который оснащен полностью автоматизированной линией с высокотехнологичным итальянским оборудованием. Мощность нового цеха составляет 500 тонн в сутки — это один из наиболее производительных профильных цехов в стране. Поставщик оборудования цеха, компания Andreotti Impianti S.p.A., относящаяся к числу мировых лидеров в производстве промышленного оснащения, подчеркнула, что это оборудование спроектировано специально для СЖК и не имеет аналогов в России.
В 2018 году Саратовский жировой комбинат приобрела группа компаний “РУСАГРО”.
В 2021 году был проведен ребрендинг  Solpro — старейшего бренда промышленных жиров, которые выпускают на СЖК
В 2023 году Саратовский жировой комбинат отметил 70 лет со дня основания.

## Деятельность
С 2000 года комбинат неизменно занимает второе место по производству масложировой продукции в России.

### Основные торговые марки
- Solpro
- Grandpro
- «Саратовский провансаль» (майонез). Производится с 1960 года.
- «Саратовский» (маргарин). Производится с 1999 года.